# Sintetizador de software

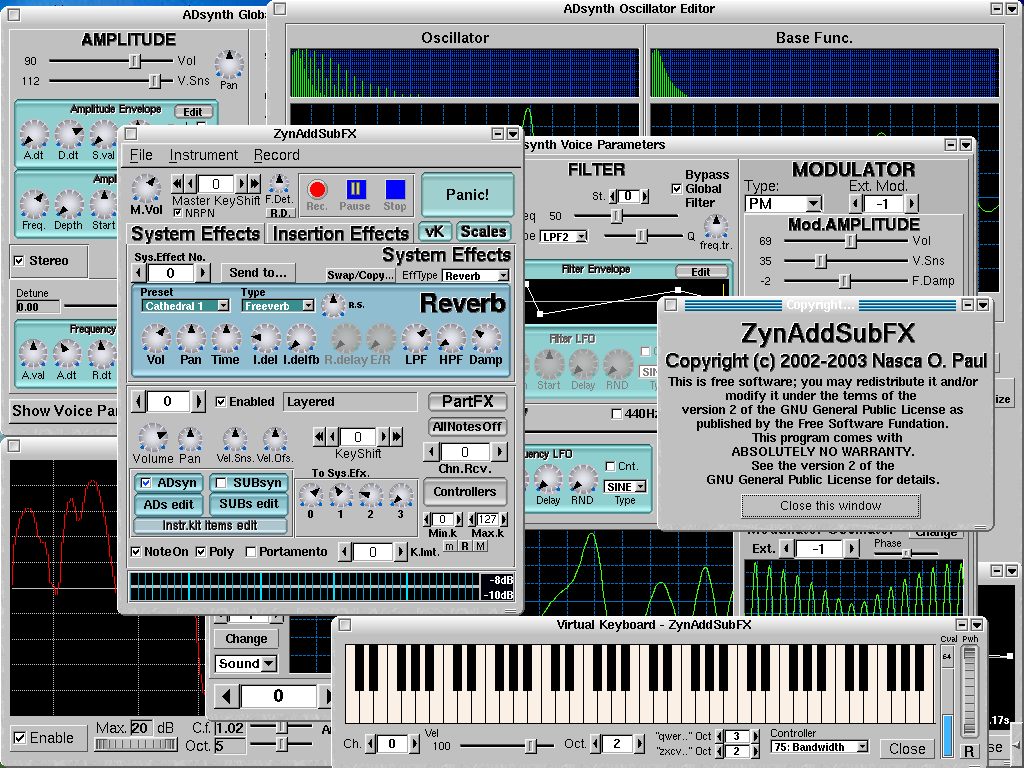
Ejemplo de sintetizador de Software.

Un sintetizador de software o sintetizador virtual es un software que emula el funcionamiento y sonido que producen los antiguos sintetizadores, además de producir más modernos y mejores sonidos.
Para tocar el sintetizador virtual se utiliza un teclado controlador MIDI físicamente real y conectado al ordenador; este teclado posee teclas tipo piano y no produce sonidos por sí mismo, sino que envía señales MIDI a un sintetizador, sampleador u ordenador capaz de interpretarlos y traducirlos en sonidos en tiempo real.
Entre algunos sintetizadores de software se encuentran Malström para Reason, HALion para Cubase y Sytrus para FL Studio
Hoy en día hay empresas que buscan emular el sonido de los instrumentos clásicos. Tal es el caso de Native Instruments con su modelo FM7 (Yamaha de  síntesis FM modelo DX7 virtual), el B4 (órgano Hammond B3 virtual), PRO 53 (SC Prophet 5 virtual), Electric Piano (un Rhodes virtual), y así como el uso de samplers virtuales como Battery (una caja de ritmos virtual con sonidos reales y emulaciones de cajas de ritmo hardware clásicas), Kontakt (un sampler virtual), Acoustic Piano (pianos acústicos de concierto virtuales), y el revolucionario sintetizador Absynth.

## Lista de algunos de los primeros sintetizadores de software
- Audio Simulation AudioSim (DOS, 1996)
- AXS (Another eXperimental Synth) (Windows 95/98, 1998)
- Orangator (Windows 95/98, 1997)
- SimSynth (Windows 95/98, 1995)
- Synoptic Probe (Windows 95/98, 1999)